# (60454) 2000 CH105
(60454) 2000 CH105, também escrito como (60454) 2000 CH105, é um objeto transnetuniano que foi descoberto no dia 5 de fevereiro de 2000 e é classificado como um cubewano. o mesmo possui uma magnitude absoluta (H) de 6,3 e, tem cerca de 242 km de diâmetro.

## Órbita
A órbita de (60454) 2000 CH105 tem um semieixo maior de 44,172 UA e um período orbital de cerca de 294 anos. O seu periélio leva o mesmo a 40,53 UA do Sol e seu afélio a uma distância de 47,815 UA.